# Roodpootral
De roodpootral (Rallina fasciata) is een vogel uit de familie van de Rallen, koeten en waterhoentjes (Rallidae).

## Verspreiding en leefgebied
Deze soort komt voor van noordoostelijk India tot de Kleine Soenda-eilanden en de Filipijnen.